# Vonda Kay Van Dyke
Vonda Kay Van Dyke, née le 19 mai 1943 à Muskegon, dans le Michigan aux États-Unis, est couronnée Miss Arizona 1964, puis Miss America 1965.

### Source de la traduction
- (en) Cet article est partiellement ou en totalité issu de l’article de Wikipédia en anglais intitulé « Vonda Kay Van Dyke » (voir la liste des auteurs).